# Ellen van Langen
Ellen Gezina Maria van Langen  (ur. 9 lutego 1966 w Oldenzaal) – holenderska lekkoatletka, specjalizująca się w biegach średniodystansowych, złota medalistka igrzysk olimpijskich z 1992 r. z Barcelony, w biegu na 800 metrów.
Sportową karierę rozpoczęła w sekcji piłkarskiej klubu w Hilversum.
Karierę zawodniczki wielokrotnie przerywały kontuzje – pęknięcie kości łydkowej uniemożliwiło jej start w mistrzostwach świata w 1993 oraz rok później w mistrzostwach Europy. Z powodu urazu uda opuściła igrzyska olimpijskie w 1996 i mistrzostwa świata rok później, a podczas halowych mistrzostw Europy (1998) musiała wycofać się w półfinale z powodu grypy. Kilka miesięcy później zakończyła karierę z powodu kontuzji prawej stopy.

## Finały olimpijskie
- 1992 – Barcelona, bieg na 800 m – złoty medal

## Inne osiągnięcia
- mistrzyni Holandii w biegu na 800 m – 1989, 1990, 1992, 1996[2]
- mistrzyni Holandii w biegu na 1500 m – 1990[2]
- mistrzyni Holandii w biegu na 800 m (hala) – 1989[3]
- 1989 – Dublin, Finał „C” pucharu Europy – 1. miejsce w biegu na 800 metrów[4]
- 1989 – Duisburg, uniwersjada – srebrny medal w biegu na 800 m
- 1990 – Split, mistrzostwa Europy – 4. miejsce w biegu na 800 m
- 1992 – tytuł „Sportsmenki Roku” (hol. Sportvrouw van het Jaar)[5]
- 1994 – Dublin, II liga pucharu Europy – 1. miejsce w biegu na 800 metrów[4]
- 1995 – Göteborg, mistrzostwa świata – 6. miejsce w biegu na 800 m

## Rekordy życiowe
- bieg na 800 metrów – 1:55,54 – Barcelona 03/08/1992 rekord Holandii
- bieg na 1000 metrów – 2:35,21 – Sheffield 29/08/1993
- bieg na 1500 metrów – 4:06,97 – Lozanna 06/07/1994
- bieg na 800 metrów (hala) – 2:00,36 – Liévin 19/02/1995
- bieg na 1000 metrów (hala) – 2:39,65 – Sindelfingen 21/01/1990 rekord Holandii